# Zdrębowo
Zdrębowo (kaszub. Zdrãbòwò) – osada w Polsce, w województwie pomorskim, w powiecie kartuskim, w gminie Stężyca.
Miejscowość leży, na Kaszubach, na terenie Kaszubskiego Parku Krajobrazowego. Wchodzi w skład sołectwa Stężyca.
Do 2023 miejscowość była częścią kolonii Delowo.
W latach 1975–1998 Zdrębowo administracyjnie należało do województwa gdańskiego.
Zdrębowo 31 grudnia 2011 r. miało 26 stałych mieszkańców.